# Joseph Ki-Zerbo
Joseph Ki-Zerbo, född 21 juni 1922 i Toma i den franska kolonin Övre Volta, död 4  december 2006 i Ouagadougou, var en burkinsk historiker och politisk aktivist. Han anses vara en av moderna Afrikas största tänkare.

## Biografi

### Uppväxt och familj
Joseph Ki-Zerbo växte upp på landsbygden i en stor kristen familj. Han var son till Alfred Diban Ki Zerbo och Thérèse Folo Ki. Fadern hade hindrat Toma från att utplånas under ett uppror mot den franska kolonialmakten år 1915. Josephs karaktär formades av livet på savannen. Hans mor arbetade hårt för familjen, till det dagliga arbetet hörde att gå långa sträckor för att hämta vatten till hushållet.

### Utbildning
Ki-Zerbo gick i katolska missionsskolor mellan 1933 och 1940 i Tome och Pabre, en stad norr om huvudstaden Ouagadougou. Han fortsatte sedan i en skola i Faladie, cirka 400 kilometer rakt västerut i grannlandet Mali. Efter ett par år i Dakar med arbete som lärare och skribent på tidningen Afrique nouvelle  fick han ett stipendium för studier vid Sorbonne i Paris 1949 och blev fil. kand. i historia.

### Livet i Frankrike
Efter examen vid Sorbonne disputerade Ki-Zerbo vid Institutet för politiska studier vid universitetet i Paris och år 1956 fick han en tjänst som universitetsprofessor i Paris och senare i Orléans. Han träffar Cheikh Anta Diop, från Senegal, som var fil. kand.i filosofi och fil. dr. historia.Diop var ledare för RDA, Rassemblement Démocratique Africain.

#### Politiskt uppvaknande
År 1950 bildade Ki-Zerbo ”Föreningen för Övre Voltas studenter i Frankrike” och blir dess första ordförande. Året därpå deltar han i den ban-afrikanska studentkongressen, som samlade franska och engelsktalande afrikaner för att diskutera Nationell självständighet från Sahara till Kapprovinsen, från Indiska Oceanen till Atlanten. Kongressen leds av Cheikh Anta Diop och mötet beslutar att RDA:s främsta syfte är att Återupprätta Afrikas nationella medvetenhet som hade utplånats av slaveri och kolonialism.
År 1956 får Ki-Zerbo en tjänst som universitetsprofessor i Dakar i Senegal.

### Åter till Övre Volta
År 1957 återvänder Ki-Zerbo till Övre Volta och engagerar sig i politik. Den 11 december 1958 blir Burkina Faso en självständig stat med namnet Övre Volta och ingår i det Franska Samväldet. Den 5 augusti 1960 deklarerade Övre Volta fullständig självständighet med namnet Republiken Övre Volta. Landets förste president blev Maurice Yaméogo, partiledare från Voltas Democratic Union.

## Priser och utmärkelser
- 1997 – Right Livelihood Award[7][e]
- 2000 – Gaddafipriset för mänskliga rättigheter
- 2001 – Honoris causa vid Universitetet i Padua, Italien